# European Federation of Autonomic Societies
L'European Federation of Autonomic Societies (EFAS), è un'associazione scientifica che raggruppa e coordina le singole società europee volte allo studio del Sistema nervoso autonomo e in particolare dei suoi risvolti dal punto di vista clinico/diagnostico.
Tale associazione è stata fondata nell’Ottobre 1998.

## Congressi scientifici
L'EFAS, grazie all’impegno vicendevole delle varie Società membre, organizza ogni anno un proprio congresso scientifico. Dal momento che lo studio del sistema nervoso vegetativo riguarda diverse discipline, molti di questi congressi sono stati organizzati come “joint meeting” in associazione ad altre Società internazionali. Società partner con cui sono stati organizzati tali congressi sono: la International Society for Autonomic Neuroscience (2009, 2013, 2015), la European Federation of Neurological Societies (oggi rinominata European Academy of Neurology) (2008, 2012), e la American Autonomic Society (2004, 2007).

## Formazione
A partire dal 2009, l’EFAS organizza regolarmente eventi formativi volti a far conoscere e approfondire lo studio del sistema nervoso vegetativo. Tali aspetti sono infatti poco conosciuti dal personale tecnico/medico e non sono affrontati nel corso degli studi in molti paesi Europei.
Inizialmente tali eventi sono stati organizzati col supporto della European Federation of Neurological Societies e rivolti a giovani clinici con un interesse particolare sulle patologie del sistema nervoso vegetativo.
Successivamente l’EFAS si è adoperata a organizzare tali eventi formativi su base annuale e attualmente, una giornata del Congresso Societario annuale è dedicata a formare i giovani medici sulla diagnosi clinica e strumentale delle patologie del sistema nervoso vegetativo (EFAS School).

## Riviste scientifiche e social media
La rivista ufficiale dell’EFAS è denominata Clinical Autonomic Research.
Dal 2017, l’EFAS è attiva su twitter con l’account @EFAS_ANS.